# Anna op 't Landt

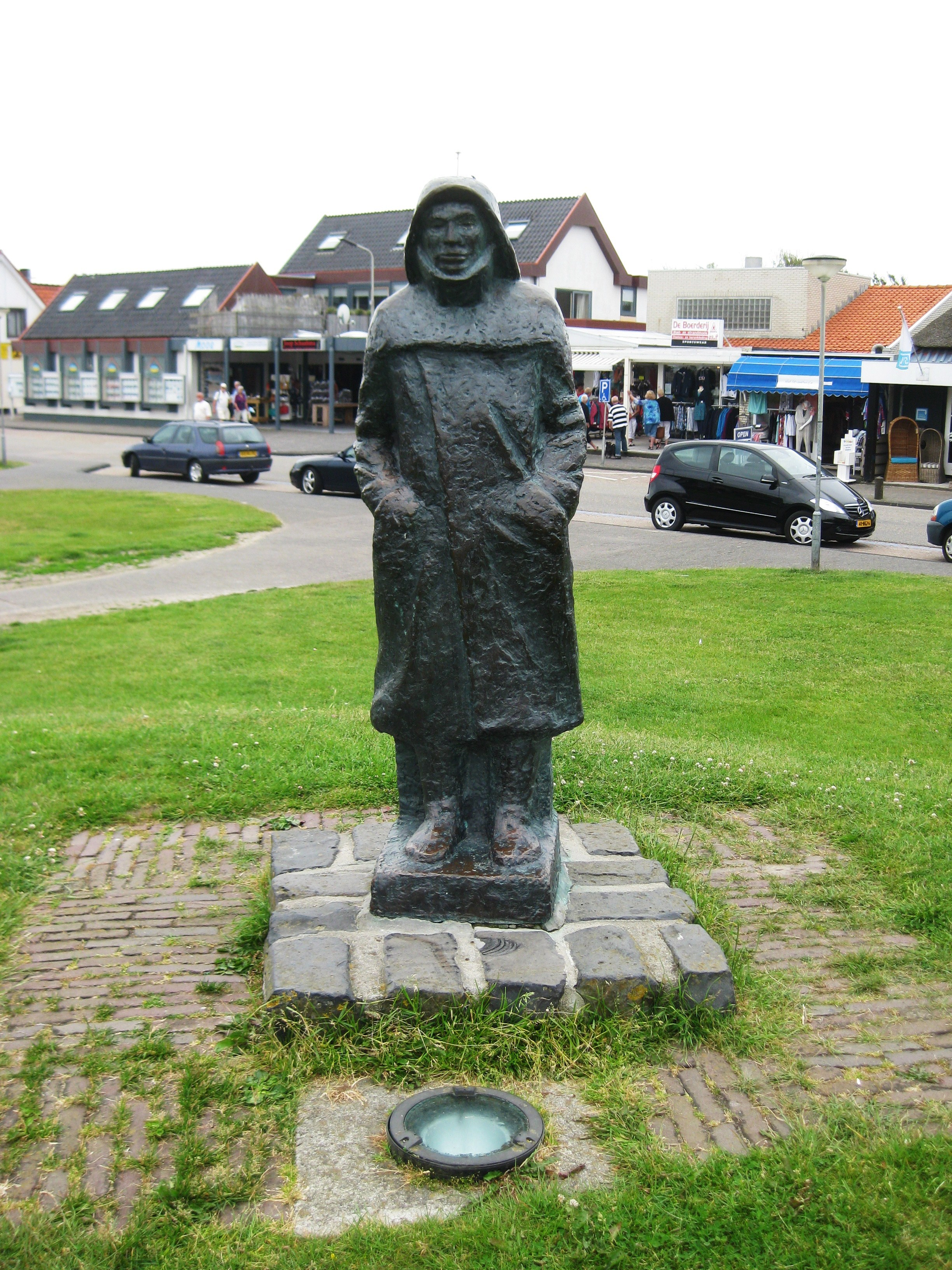
Visserman III

Anna Clasina op 't Landt (Broek op Langedijk, 29 juni 1883 – Ravensbrück, 27 januari 1945) was een Nederlands beeldhouwer. Ze wordt in de literatuur ook vermeld als A.C. op 't Land.

## Leven en werk
Op 't Landt was een dochter van broodbakker Joan op 't Landt en Neeltje Strijker, ze werd Anna, Ans of Annie genoemd. Ze studeerde aan de Haagse Academie van Beeldende Kunsten. Ze kreeg -mogelijk in Den Haag- daarnaast les van de beeldhouwster Gra Rueb. In 1926 werd ze na een toelatingsexamen net als Kees Schrikker voorwaardelijk toegelaten aan de Rijksakademie van beeldende kunsten. Ze volgde er de teken- en beeldhouwklas onder Jan Bronner. In 1929 verliet ze voortijdig de academie. Vanaf 1930 woonde de kunstenares aan de Spaarndammerdijk in Sloterdijk. Op 't Landt werkte figuratief en maakte onder meer mens-, kinder- en dierfiguren in brons, cement, gips en teakhout.
Op de Amsterdamse academie raakte ze bevriend met de schilderes Tini van Doornik (1906-1980). Ze deelden een atelier in Sloterdijk en in Callantsoog, waar Op 't Landt een huisje had. De beeldhouwster maakte een beeld van een visserman voor Callantsoog, ter vervanging van een fonteinbeeld van een kabouter. Het model werd eind 1930 getoond op een jubileumtentoonstelling van de Kunstenaarsvereniging Sint Lucas en in 1931 kon het betonnen beeld in Callantsoog worden geplaatst. De huidige bronzen Visserman op het Dorpsplein is een replica van haar beeld.
Exposities

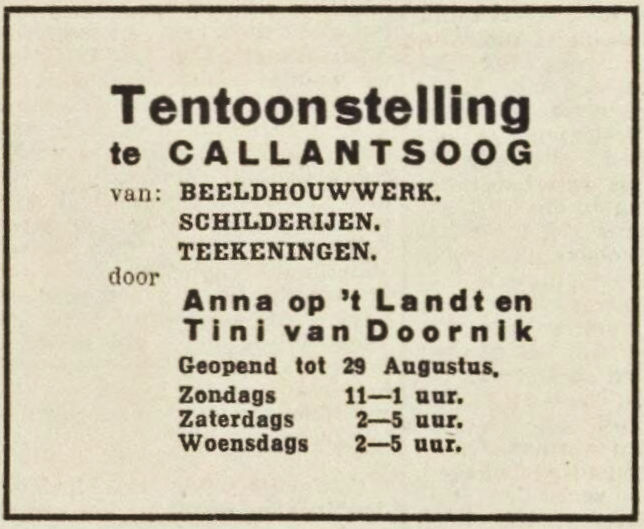
Advertentie in de Schager Courant voor een tentoonstelling van werken van Anna op 't Landt en Tini van Doornik, te Callantsoog (1934).

Op 't Landt exposeerde jaarlijks met Sint Lucas in het Stedelijk Museum Amsterdam. Over haar werk in de verenigingstentoonstelling van 1932 schreef het Algemeen Handelsblad: "In de eerezaal staat een groot tuinbeeld, een rennende „Mercurius", die de wereld „Houdt moed” toeroept, van mej. A. C. Op 't land. Haar milde humor en levendige karakteristiek spreken ons sterker toe uit haar kleine dier-afbeeldingen, zooals de bronzen „Aapjes” en de teakhouten „Gier” en uit het kleine studiewerkje in cement, dat een zittend vrouwefiguurtje weergeeft." Tijdens de zomer van 1934 lieten Op 't Landt en Van Doornik een tentoonstellingsgebouw oprichten in Callantsoog, waar ze eigen werk exposeerden. Begin 1938 exposeerden ze in de aula van het Teylers Museum, een jaar later exposeerden de dames met de schilder Cees van IJsseldijk in de Haagse kunstzaal Bennewitz. In de winter van 1939-1940 nam Op 't Landt met vier beeldhouwwerken deel aan de tentoonstelling 'Onze kunst van heden' in het Rijksmuseum Amsterdam.
Tweede Wereldoorlog
Tijdens de Tweede Wereldoorlog bood Op 't Landt onderdak aan onderduikers in haar huis in Sloterdijk. Ze werd verraden en in juli 1944 opgepakt. Via Kamp Vught werd ze weggevoerd naar concentratiekamp Ravensbrück, waar ze op 61-jarige leeftijd overleed. Postuum was haar werk in het jaar na de oorlog te zien tijdens de tentoonstelling 'Kunst in het harnas' in het Stedelijk Museum Amsterdam (juli-augustus 1945). 
Er zijn twee straten naar haar vernoemd: de Op 't Landtweg in Callantsoog en het Anna Clasina op 't Landtplantsoen in Heerhugowaard. Haar naam wordt bovendien vermeld op het monument Vrouwen uit het verzet (1999) van Elly Baltus.